# Pierluigi Busatta
Pierluigi Busatta (Marostica, 9 settembre 1947) è un allenatore di calcio ed ex calciatore italiano, di ruolo mediano.

## Carriera

### Giocatore
Busatta esordì nelle giovanili della Marosticense, giocando nel ruolo di attaccante; con il passaggio alla Virtus Bassano per esigenze tattiche cambiò ruolo trasformandosi in mediano, ruolo che ricoprì per tutto il prosieguo della sua carriera. Con il Bassano esordì anche in prima squadra, nel girone di ritorno del campionato 1965-1966
Dal Bassano passò al Treviso in Serie C, dove rimase per due stagioni agli ordini di Sergio Manente e mettendosi in luce come uno dei giovani più promettenti del campionato. Nel 1968 fu acquistato dal Catanzaro dove militò per quattro anni contribuendo validamente alla prima promozione in serie A della squadra calabrese. Nella stagione successiva debuttò in Serie A, disputando 27 partite senza poter evitare la retrocessione dei calabresi
Nel 1972-1973 venne acquistato dal Verona di Giancarlo Cadè e in gialloblù rimase per sei stagioni, di cui cinque nella massima divisione, disputando complessivamente 160 partite con 14 reti e imponendosi come titolare inamovibile della formazione scaligera, nel ruolo di regista arretrato. Il rapporto con la squadra veneta si chiuse nel 1978, quando fu posto in lista di trasferimento dalla società. Il centrocampista vicentino accettò allora l'offerta del Genoa, trasferendosi sotto la Lanterna assieme al compagno di squadra Luppi e partecipando in quell'annata al campionato di Serie B. Chiuse infine la carriera con una stagione nella Juve Stabia e quindi nella Rossanese, di nuovo nel Bassano e nel Chiaravalle, tutti tra i dilettanti, ricoprendo il doppio ruolo di allenatore-giocatore. Fra i dilettanti giocò anche in Trentino nell'Unione sportiva Pinzolo calcio nel 1982.

### Allenatore
Dopo gli esordi come allenatore-giocatore, siede sulle panchine di diverse squadre venete: Pievigina, Thiene e Chievo Verona, tutte in Serie C2. Nelle annate successive mantiene la categoria ma esce dai confini regionali, allenando il Suzzara, il Ravenna e il Fiorenzuola. Nella stagione 1992-1993 è all'Ospitaletto, che lo esonera in dicembre. Dopo un nuovo esonero, al Castel di Sangro, ricopre a più riprese l'incarico di allenatore delle giovanili del Verona e di formazioni dilettantistiche trentine.